# Yanling (köpinghuvudort i Kina, Jiangsu Sheng, lat 31,88, long 119,48)
Yanling (kinesiska: 延陵, 延陵镇) är en köpinghuvudort i Kina. Den ligger i provinsen Jiangsu, i den östra delen av landet, omkring 67 kilometer öster om provinshuvudstaden Nanjing. Antalet invånare är 66 585. Befolkningen består av 33 457 kvinnor och 33 128 män. Barn under 15 år utgör 8,0 %, vuxna 15-64 år 78 %, och äldre över 65 år 13,0 %.
Runt Yanling är det tätbefolkat, med 550 invånare per kvadratkilometer. Yanling är det största samhället i trakten. Trakten runt Yanling består till största delen av jordbruksmark.
Genomsnittlig årsnederbörd är 1 525 millimeter. Den regnigaste månaden är juli, med i genomsnitt 289 mm nederbörd, och den torraste är januari, med 43 mm nederbörd.